# Weidener Becken
Das Weidener Becken ist eine naturräumliche Untereinheit im nördlichen Oberpfälzischen Hügelland. Das Weidner Becken ist eines der in Nordostbayern am Südwestrand der Böhmischen Masse gelegenen Permokarbonvorkommen. Das Weidener Becken besteht aus der Weidener Bucht im Südosten und dem Erbendorfer Trog im Nordwesten.

## Naturräumliche Zuordnung und Gliederung
Das Weidener Becken ist ein untergeordneter Naturraum im Norden des Oberpfälzischen Hügellandes.
Da von den Einzelblättern 1:200.000 zum Handbuch der naturräumlichen Gliederung Deutschlands das Blatt 154/155 Bayreuth nicht erschienen ist, existiert für den Nordteil des Oberpfälzischen Hügellandes keine Feingliederung. Das Weidener Becken wird aber regelmäßig in einschlägiger Fachliteratur als Naturraum erwähnt.
Naturräumliche Untereinheiten:
- Weidener Bucht
- Erbendorfer Trog

## Geologie
Die Rotliegend-Sedimente des Weidener Beckens entstanden unter Wüstenklima aus dem Abtragungsschutt des variszischen Gebirges im Anschluss an die tropisch bis subtropisch geprägte Karbonzeit, in der in der Gegend des Weidener Beckens ausgedehnte Sumpfwälder zu finden waren.